# Salmanassar V
Salmanassar V (millor: Salmanàssar) (en accadi: Šulmanu-ašarid, en hebreu: שַׁלְמַנְאֶסֶר, hebreu modern: Shalman'eser, tiberià: Šalmanʼéser; grec antic: Σαλμανάσαρ, Σαλαμανάσαρ, Σαλμανάσσαρ llatí: Salmanăsar) va ser rei d'Assíria del 727 aC al 722 aC, segons la Llista dels reis d'Assíria. Era suposadament fill (o almenys hereu legítim) de Teglatfalassar III i inicialment va ser governador de Zimirra a Fenícia, durant el regnat del seu pare. Va pujar al tron el 25 de Tebet de l'any equivalent al 727 aC (finals de desembre del 727). El seu nom original era Ululayu (Ululaya, Ululai) que va canviar a Assíria, però possiblement va conservar a Babilònia, encara que això no està testimoniat en documents oficials.
No s'han conservat inscripcions del seu regnat i les poques coses que se saben són generalment externes: els regnes de Que i Tabal van ser abolits i convertits en províncies. Els regnes de l'illa de Xipre van pagar tribut. Per la Bíblia se sap que el rei Oixea (Osees) va pagar el tribut el 727 aC i 726 aC, però es va negar a fer-ho el 725 aC confiant en l'ajut d'Egipte Salmanàssar hauria decidit intervenir ràpidament per prevenir una extensió de la revolta per Síria. L'ajut egipci mai va arribar. Els assiris van destruir durant la seva marxa la ciutat de Shabaraim (entre Damasc i Hamath). Un exèrcit israelita va sortir a l'encontre dels assiris i va ser derrotat i el rei Oixea va ser capturat en aquesta batalla i segurament enviat a Assíria com a presoner. Va assetjar la ciutat de Samària i va devastar el territori, però la ciutat resistia. El setge es va allargar i mentre el dirigia, el rei assiri va morir el 12 de Tebet de l'any equivalent al 722 aC (inicis de gener del 722 aC).
No se sap quasi res més del seu regnat. Flavi Josep relata una expedició del rei a Tir que va conquerir de mans d'un tal Menandre; segons el relat, el rei de Tir, Elulaios es va revoltar i els assiris van anar a assetjar la ciutat i no ho va aconseguir durant cinc anys. D'aquest setge no hi ha notícies en cap altre lloc i es sospita que va ser un error de l'historiador jueu que es va confondre amb el setge de Tir fet per Sennàquerib (705 aC-681 aC); el fet que el setge s'allargués suposadament durant tot el regnat de Salmanàssar V, i que a la mort del rei la ciutat encara no estigués ocupada, implica que ho va ser sota el seu successor, Sargon II, del que hi ha abundant documentació i on no s'esmenta el setge a Tir.
Sargon II el va succeir. Sembla que havia estat designat successor per Salmanàssar V poc abans de morir i podria ser el seu fill; en les seves inscripcions ell mateix es declara "home nou" i no es referix als seus predecessors; el seu nom Sharru-kinu ("Vertader Rei"), el va agafar de Sargon d'Accad.